# 广深关系

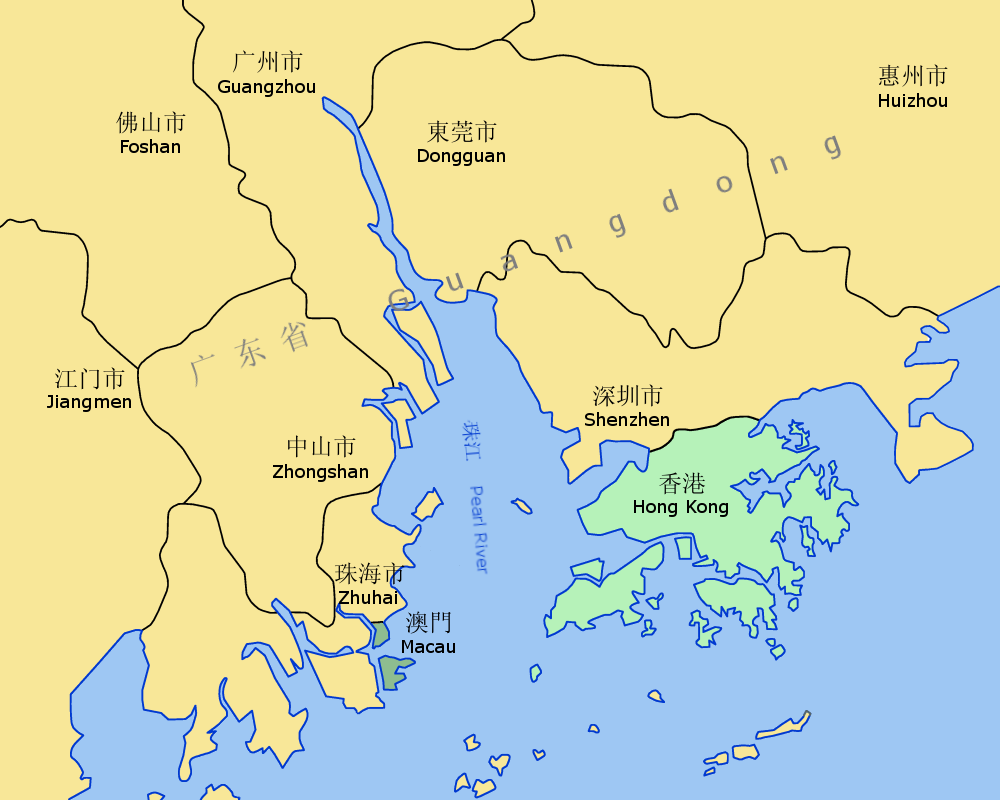
珠江三角洲

广深关系指中华人民共和国广东省广州与深圳两个城市之间的关系。广州与深圳同为中国内地一线城市。但由于广州是广东省人民政府所在地，历史文化悠久，是广东的政治经济文化中心，所以被看做是深圳的老大哥。

## 地理
广州都位于珠江口，深圳市位于珠江口东岸。广州与深圳之间隔着东莞市。

## 经济
改革开放以来，广州市连续30多年位居广东省各地区生产总值的首位。不过近年来，深圳经济发展特别迅速，在2014年成为全国各地区人均生产总值第一名。深圳在今后一段时期内有超越广州成为广东省经济发展主力的潜力。
深圳和广州两市在科技创新上的存在互相合作和竞争的关系。深圳副市长张虎认为，只有广州和深圳合作，才能给广东省做出更大的贡献。在高等教育方面，广州的高校要比深圳多，而且水平也要强一些。深圳由于市场化程度高，所以在机制上、在产学研转化的效率上，更有优势。

## 政治
改革开放以来，广州官员曾经垄断了广东政坛，包括梁灵光、朱森林、黄华华和朱小丹在内，在担任中共广州市委书记后均升任广东省人民政府省长，谢非则成为中共广东省委书记。不过近年来中共陆续启用中共深圳市委书记马兴瑞、王伟中接任省长职位，而朱小丹以后的历任广州市委书记接连受各种原因牵连而仕途黯然，成为广州、深圳官场此起彼伏的缩影。

## 交通
有广深铁路、广深港高速铁路、广深高速公路和广深沿江高速公路连接。

## 传媒
境外電視方面，廣州市是繼深圳市之後，普通市民可觀看境外電視頻道第二多的中國大陸城市。